# Stadio Renato Reatini
Il Renato Reatini è lo stadio di baseball di Anzio, intitotato alla memoria dell'omonimo ex giocatore della squadra locale. Ha ospitato  le partite casalinghe dell'Anzio Baseball fino al 2016. Ad oggi è utilizzato dalla Società Dolphins Anzio nei campionati giovanili e nella Serie A baseball in collaborazione con i Lions Nettuno

## Storia
La fatiscente vecchia struttura è stata ristrutturata nel 2007 . La capienza è stata portata a 1000 posti a sedere rispetto ai precedenti 500; la tribuna è totalmente priva di copertura; nella zona dei vecchi spogliatoi è stato aperto il bar/clubhouse
Le partite con il massimo afflusso di spettatori sono state quelle dei derby contro la Danesi Nettuno quando si registrava il tutto esaurito (nel vecchio stadio) fino a che la squadra di Anzio militava nella massima serie (Serie A1). Dal 2007 a oggi (21-09-09) la partita con maggior numero di spettatori è stata gara2 della finale per la promozione in Serie A1 contro il Catania Warriors Paternò (29-08-09) quando all'incontro assistettero circa 600 persone (dati FIBS).
Tra gli eventi non sportivi spiccano il concerto del cantautore italiano Gigi D'Alessio il 20 agosto 2005, lo show di Gigi Proietti il 5 Agosto 2006 e il concerto della cantante italiana Emma Marrone il 5 Agosto 2012 .